# رومئو پلیسیاری
رومئو پلیسیاری (پرتغالی: Romeu Pellicciari; ۲۶ مارس ۱۹۱۱ – ۱۵ ژوئیهٔ ۱۹۷۱) بازیکن فوتبال اهل برزیل بود.
از باشگاه‌هایی که در آن بازی کرده‌است می‌توان به باشگاه فوتبال فلومیننزه، باشگاه فوتبال کورینتیانس، و باشگاه فوتبال پالمیراس اشاره کرد.
وی همچنین در تیم ملی فوتبال برزیل بازی کرده‌است.